# Unione per la Repubblica e la Democrazia
L'Unione per la Repubblica e la Democrazia (in francese: Union pour la République et la Démocratie, URD) è un partito politico maliano di centro-sinistra fondato nel 2003 su iniziativa di Soumaïla Cissé, a seguito di una scissione dall'Alleanza per la Democrazia in Mali.

## Risultati
| Elezione          | Seggi    |
| ----------------- | -------- |
| Parlamentari 2007 | 34 / 147 |
| Parlamentari 2013 | 16 / 147 |

| Elezione                                                                                              | Elezione | Candidato              | Voti      | %     | Esito      |
| --- | -------- | ---------------------- | --------- | ----- | ---------- |
| Presidenziali 2007                                                                                    | I turno  | Amadou Toumani Touré a | 1.612.912 | 71,20 | Eletto     |
| Presidenziali 2013                                                                                    | I turno  | Soumaïla Cissé         | 605.901   | 19,44 | Non eletto |
| Presidenziali 2013                                                                                    | II turno | Soumaïla Cissé         | 679.258   | 22,39 | Non eletto |
| Presidenziali 2018                                                                                    | I turno  | Soumaïla Cissé         | 567.679   | 17,78 | Non eletto |
| Presidenziali 2018                                                                                    | II turno | Soumaïla Cissé         | 879.235   | 32,83 | Non eletto |
| a Sostenuto anche dall'Alleanza per la Democrazia in Mali (Alleanza per la Democrazia e il Progresso) |          |                        |           |       |            |